# Бююканыт, Яшар
Мехмет Яшар Бююканыт (тур. Mehmet Yaşar Büyükanıt; 1 сентября 1940, Стамбул — 21 ноября 2019) — 25-й начальник Генерального штаба Турецкой Республики в 2006—2008 годах. Азербайджанец по происхождению.

## Биография
Родился 1 сентября 1940 года в азербайджанской семье выходцев из Амасийского района Армении, эмигрировавших в Турцию в начале 20-х годов 20-го века. Занимал должности начальника контрразведки, с 1992 года — генеральный секретарь в Генштабе. В 2000 году получил звание генерала армии, затем был назначен командующим Сухопутными войсками. Долгое время служил в Юго-Восточной Анатолии, где действуют курдские сепаратисты. Турецкие СМИ сообщали, что Яшар Бююканыт был известен жёсткой позицией по отношению к сепаратистам и радикальным исламистам. В 2007 году, в связи с высокой вероятностью избрания на пост президента Турции представителя исламистов (Реджеп Таййип Эрдогана или Абдуллы Гюля) Бююканыт выступил с предупреждением, что армия может вмешаться в события для сохранения в Турции светского строя.